# Aurelia (telenovela)
Aurelia é uma telenovela mexicana, produzida pela Televisa e exibida em 1968 pelo Telesistema Mexicano.

## Elenco
- Patricia Morán
- Enrique Aguilar
- Pituka de Foronda
- Sergio Bustamante
- Graciela Doring
- Mauricio Herrera
- Josefina Escobedo
- Alberto Galán